# Centrale deurvergrendeling

Werking van de centrale vergrendeling met relais

Centrale deurvergrendeling is een systeem waarmee vanaf één punt alle sloten van een auto tegelijk bediend kunnen worden.
Centrale vergrendeling werd geïntroduceerd op de luxe Scripps-Booth in 1914, maar was niet gangbaar op auto's totdat Packard de vergrendeling in 1956 herintroduceerde. Tegenwoordig heeft vrijwel elk model auto deze functionaliteit.
De eerste systemen vergrendelden en ontgrendelden alleen de portieren. Tegenwoordig worden ook de sloten van de kofferbak of tankdop bediend en kunnen zelfs de ramen en het open dak zich herpositioneren zodra de auto wordt ontgrendeld.
Daarnaast is het tegenwoordig gebruikelijk dat de portieren zich sluiten wanneer de auto in de versnelling wordt gezet of wanneer een bepaalde snelheid wordt bereikt en dat ze weer worden ontgrendeld wanneer de auto geparkeerd wordt.

## Afstandsbediening en handsfree
Tegenwoordig beschikken veel auto's over een centrale deurvergrendeling met afstandsbediening in de autosleutel of bijvoorbeeld in een sleutelhanger.
In 1980 introduceerde Ford een sleutelloze afstandsbediening met een combinatieslot, waarmee door middel van een - vooraf in de fabriek dan wel door de eigenaar geprogrammeerde - numerieke combinatie de auto kon worden ontgrendeld.
Sommige auto's hebben een systeem dat wordt geactiveerd wanneer een sleutel met een transducer, een zgn. smart key, zich binnen een bepaalde afstand van de auto bevindt.
Het meest gangbaar is momenteel  een in de contactsleutel ingebouwde afstandsbediening met slechts de functies “open” en “dicht”.

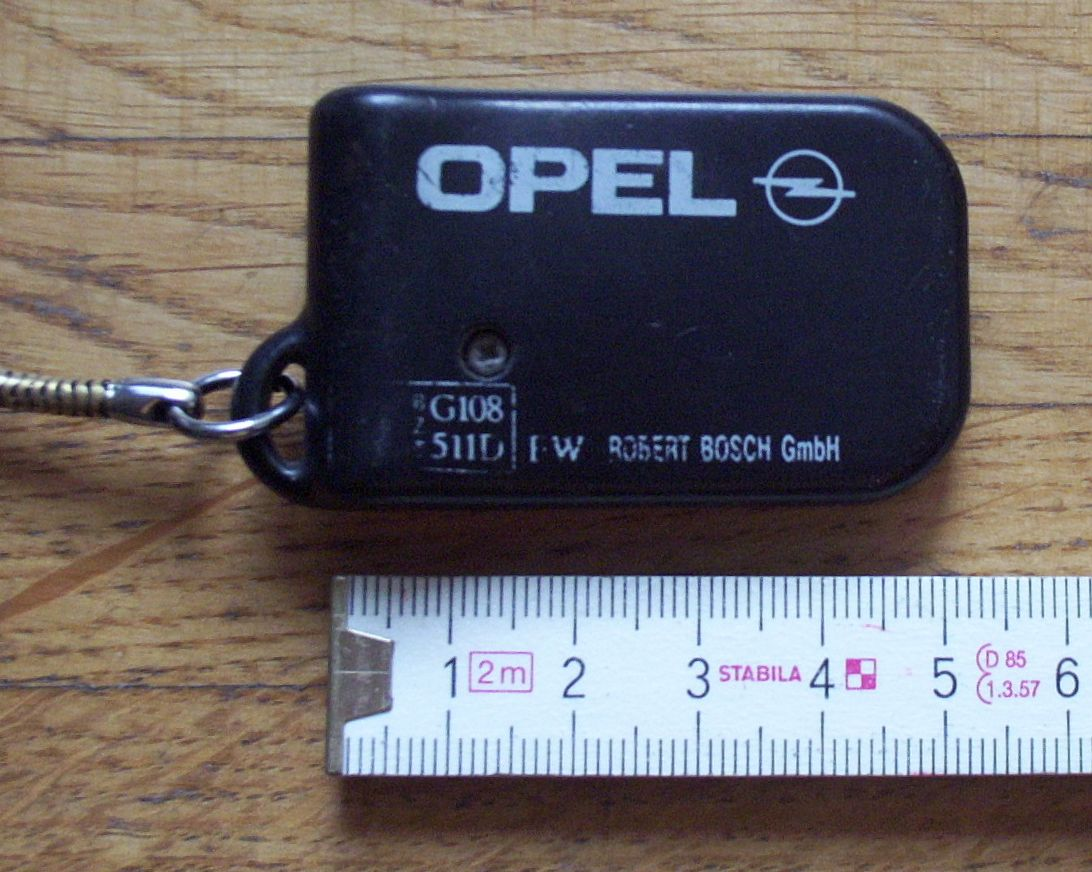
Het indrukken van een knop op de sleutel ontgrendelt alle deuren. Met een andere knop wordt de auto vergrendeld.
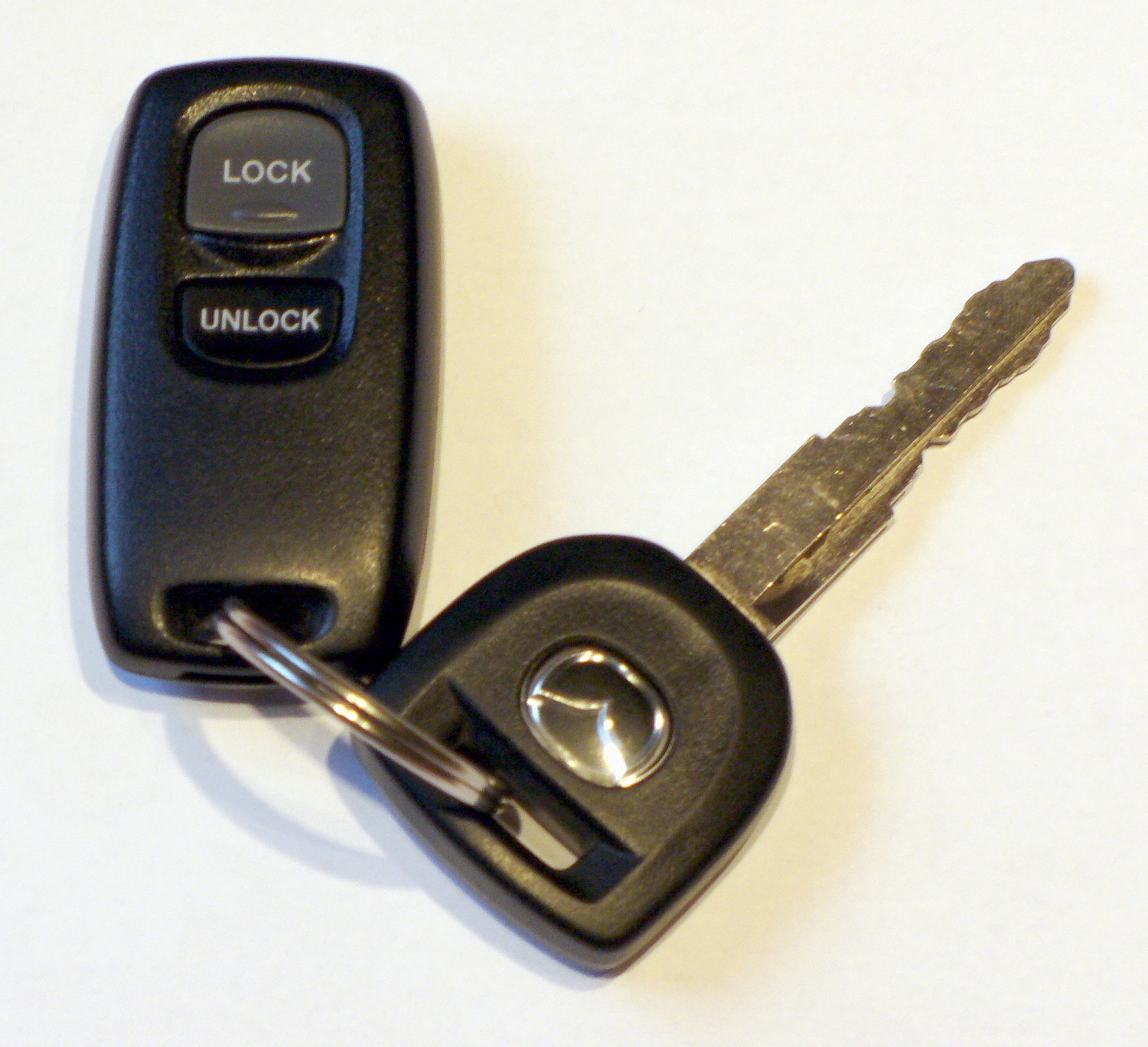
Autosleutel en afstandsbediening van Mazda